# Pierre-Félix Delarue
Pour les articles homonymes, voir Delarue.
Pierre-Félix Delarue, né le 13 janvier 1795 à Thiais et mort le 30 août 1873 à Montmorency, est un architecte français.

## Biographie
Pierre-Félix Delarue naît le 24 nivôse an III (13 janvier 1795) à Thiais (Val-de-Marne), fils de Pierre Delarue, marchand boucher, et de Marie Élisabeth Piot. Il se marie une première fois avec Ermance dite Marie Louise Ermance Patinot, fille de Jean Louis Patinot, secrétaire adjoint de l'administration centrale du département de la Meuse, et de Marie Joséphine Larfeu.
Après le décès de sa première femme, il se marie le 27 décembre 1864 dans le 9e arrondissement de Paris avec Anne Rousseau, rentière, fille de Pierre François Rousseau, journalier, et de Jacquine Nouvellière.
Il n'a pas d'enfants de ses deux mariages et institue comme légataire universel Félix Charles Nouvellière, architecte et futur époux de la petite nièce d'Anne Rousseau sa seconde épouse. Il meurt le 30 août 1873 dans la maison de campagne qu'il avait construite au 15 chemin des Chesneaux, à Montmorency.
Entre 1819 et 1822, Pierre-Félix Delarue dirige la construction de l'église Saint-Pierre de Trun dans l'Orne. En 1827, il conduit des travaux de restauration et d'agrandissement de la Halle-au-Blé de La Flèche, qui était alors l'hôtel de ville de la commune. L'architecte prévoit les plans d'un petit théâtre à l'italienne dans une des ailes de l'édifice, qui sera réalisé une dizaine d'années plus tard.
Pierre-Félix Delarue exerce la fonction d'architecte en chef du département de la Sarthe de 1828 à 1864. Durant cette période, il entreprend la construction de nombreux édifices aujourd'hui classés ou inscrits aux monuments historiques, comme l'église Saint-Pierre du Bailleul, le château du Maurierou le château de Montertreau. En 1842, il dirige l'érection du théâtre municipal du Mans. En 1860, il réalise les plans de la sous-préfecture de La Flèche. En 1872, il se voit confier la construction du café-concert de La Scala, boulevard de Strasbourg à Paris dans le 10e arrondissement. Ce théâtre de 1400 places est surmonté d'une coupole montée sur des rails qui s'ouvre au beau jour et fait de La Scala l'un des lieux de spectacles les plus courus de La Belle Époque. Il a également participé aux travaux de restauration de certains édifices, comme ceux de la cathédrale Notre-Dame de Sées vers 1830. C'est également à lui que l'on doit la restauration de la façade nord du château du Lude dans le style néogothique.

## Œuvres
- 1819-1822 : église Saint-Pierre de Trun dans l'Orne
- 1826 : Château de Verdelle, Noyen-sur-Sarthe, Sarthe
- 1830 : restauration de la cathédrale Notre-Dame de Sées
- 1830 : Château de Montabon, Noyen-sur-Sarthe, Sarthe
- 1840 : Château du Luart, Le Luart, Sarthe
- 1844 : Château de Montertreau, Parigné-le-Pôlin, Sarthe
- 1867 : château de Beauchamps, Villaines-la-Gonais, Sarthe
- 1847 : château d'Azy, Saint-Benin-d'Azy, Nièvre
- 1851 : château du Rouvoltz, Chaumont-d’Anjou, Maine-et-Loire
- 1857 : chapelle du Château de Saulières à Saint-Péreuse en collaboration avec Andoche Parthiot[10]
- 1858 : presbytère, Mayet, Sarthe
- 1859 : Châteauvert, Ouagne, Nièvre
- 1860 : château du Maurier, La Fontaine-Saint-Martin, Sarthe
- 1860 : sous-préfecture de La Flèche, Sarthe
- 1862 : église Notre-Dame de l'Immaculée Conception de Mayet, Sarthe
- 1865 : Château de Resteau à Maigné, Sarthe
- 1865 : Château du Deffend, Deux-Sèvres
- 1871 : château de la Masselière, Bazouges-sur-le-Loir, Sarthe
- 1872 : café-concert de La Scala, Paris 10e arrondissement

## Hommage
Une rue du Mans porte son nom.